# Олкок, Джон
Сэр Джон Олкок (англ. John William Alcock; 1892—1919) — английский авиатор, капитан; пилот первого в мире беспосадочного трансатлантического перелета по маршруту Ньюфаундленд — Клифден в 1919 году.

## Биография
Родился 5 ноября 1892 года в местечке Seymour Grove рядом с городом Стретфорд (Большой Манчестер), Англия.
Первоначально учился в школе городка Heaton Chapel (Стокпорт), затем в школе Heyhouses School городка Lytham St Annes. Впервые заинтересовался авиацией в возрасте 17 лет. Сначала работал на заводе Empress Motor Works в Манчестере. В 1910 году стал помощником руководителя работ Чарльза Флетчера (англ. Charles Fletcher), одного из пионеров авиации, и Нормана Кроссланда (англ. Norman Crossland), инженера по моторам, основателя Манчестерского аэроклуба. В этот период Олкок познакомился с французом Морисом Дюкроком (фр. Maurice Ducrocq), пилотом и торговым представителем итальянской компании Spirito Mario Viale в Великобритании
Дюкрок взял Джона слесарем на аэродром Brooklands
у Вейбриджа в графстве Суррей, Англия, где учил Олкока летать. Здесь же в 1912 году Джон Олкок получил лицензию лётчика. Затем некоторое время он выступал в автомобильной компании Sunbeam Car Company в качестве гоночного пилота. Летом 1914 года Олкок участвовал в перелёте Хендон — Бирмингем — Манчестер на биплане «Фарман», приземлившись на манчестерском аэродроме Trafford Park Aerodrome.

### Военная карьера
С началом Первой мировой войны Олкок стал служить в авиации Королевских военно-морских сил (англ. Royal Naval Air Service) в качестве унтер-офицера, инструктора в Королевской военно-морской летной школе (англ. Royal Naval Flying School) в местечке Eastchurch в графстве Кент. В декабре 1915 года получил звание младшего лейтенанта. В 1916 году был переведён в эскадру на Мудрос на греческом острове Лемнос. Из находящихся здесь брошенных и поломанных самолётов собрал собственный самолёт Alcock Scout.
30 сентября 1917 года, пилотируя самолёт Sopwith Camel, Джон Олкок атаковал три самолёта противника, два из которых рухнули в море. За это он был награждён британским крестом «За выдающиеся заслуги». Затем, управляя бомбардировщиком компании Handley Page, он вылетел на рейд Константинополя. Возле Галлипольского полуострова у самолета заглох один двигатель, и Олкок решил возвращаться на базу. Но заглох и второй двигатель, в результате чего самолет упал в Эгейском море в заливе Сувла. Экипаж самолета (3 человека) не был замечен британскими эсминцами, и летчики вплавь добрались до берега. Все они были взяты в плен и оставались в Турции до окончания войны. Вернувшись в Англию, Олкок в марте 1919 года ушёл со службы в Королевских ВВС и стал работать в компании «Виккерс» (англ. Vickers).

### Трансатлантический полёт

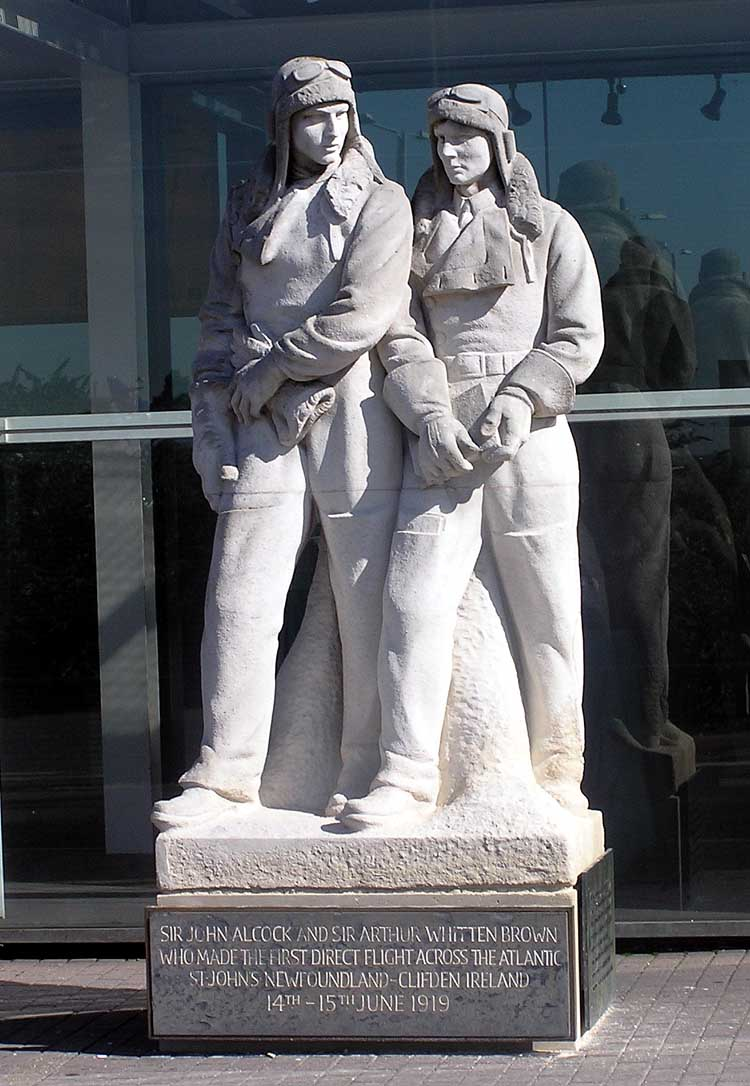
Памятник авиаторам в лондонском аэропорту Хитроу

Работая тест-пилотом «Виккерса», Джон Олкок решил первым пересечь на самолёте Атлантический океан. Вместе со штурманом Артуром Брауном он вылетел из Сент-Джонса (Ньюфаундленд и Лабрадор) 14 июня 1919 года в 1.45 по местному времени и приземлился на болото Derrygimla в деревне Балликоннили возле города Клифден (Коннемара, Ирландия) спустя 16 часов и 12 минут полёта, преодолев 1980 миль (3168 километров). Полёт был выполнен на самолете Vickers Vimy (тяжёлый бомбардировщик периода Первой мировой войны). Пилоты получили приз в 10 000 фунтов от лондонской газеты Daily Mail — за первый беспосадочный перелет через Атлантический океан. Через несколько дней после полёта Олкок и Браун были удостоены приёма в Виндзорском замке, где король Георг V посвятил их в рыцари и наградил орденом Британской империи.

### После полёта
В качестве почётного гостя Джон Олкок присутствовал в лондонском Музее науки 15 декабря 1919 года, когда их самолёт был представлен публике.
18 декабря 1919 года, управляя новым самолетом-амфибией компании «Виккерс» — Vickers Viking на первой послевоенной авиационной выставке в Париже, Олкок, находясь в тумане, потерпел крушение в области Cottévrard близ Руана (Нормандия, Франция). C черепно-мозговой травмой, не приходя в сознание, он умер в больнице в Руане. Был похоронен на кладбище Southern Cemetery в Манчестере.
Английский художник Эмброуз Макэвой написал портрет авиатора, также его портрет создал ирландский художник Джон Лавери.

## Заслуги
- Среди наград Олкока был орден Британской империи (рыцарь-командор — KBE) и крест «За выдающиеся заслуги» (англ. Distinguished Service Cross).
- Также награждён британской наградой Britannia Trophy (посмертно) Королевского аэроклуба (англ. Royal Aero Club).